# Hermann Behr (Komponist)
Hermann Albert Behr (* 7. April 1875 in Stuttgart; † 8. April 1947 in Berlin) war ein deutscher Komponist, Kapellmeister, Dirigent und Geiger.

## Leben und Werk
Er wurde als Sohn des Innenarchitekten Carl Behr und seiner Frau Lina Behr, geb. Zenegg, in Stuttgart geboren. 1881 zog die Familie nach Mainz. Die 1876 geborene und 1959 in Soregno, Lugano (Kanton Tessin), Schweiz gestorbene Sängerin (Alt) und Gesangslehrerin Therese Behr-Schnabel war seine jüngere Schwester. Der Kunstbildhauer Hermann Behr in Rostock, nach dem er benannt wurde, war sein Großvater.
Nach dem Besuch des Gymnasiums in Mainz studierte Hermann Behr an der Hochschule für Musik in Köln, danach ging er an das Königliche Konservatorium nach Brüssel. 1899 wurde Hermann Behr Konzertmeister des städtischen Orchesters in Essen. Zwei Jahre später erhielt er eine Anstellung als Kapellmeister beim Breslauer Orchesterverein, dem späteren Schlesischen Landesorchester und der Schlesischen Philharmonie. Zum 1. Mai 1933 trat er der NSDAP bei (Mitgliedsnummer 2.033.814). 1936 wurde er Landesleiter der Reichsmusikkammer in Breslau und später auch für Niederschlesien. Am Ende des Zweiten Weltkrieges verließ er Breslau und lebte die letzten Jahre in Berlin.
1929 wurde Hermann Behr außerdem Bundeschormeister des Schlesischen Sängerbundes. Er war Mitglied des Deutschen Sängerbundes und maßgeblich an der Vorbereitung des 13. Sängerbundfestes 1937 in Breslau beteiligt.
Er komponierte u. a. eine Symphonie E-Moll, das Streichquartett A-Moll und mehrere Lieder, die er für Männerchöre schrieb.

## Familie
Hermann Behr heiratete Maria geborene Waldorf. Aus der Ehe gingen die Kinder Carl (1902–1934) und Carola (* 1912) hervor.